# Bisfenol Z
Bisfenol Z (afgekort tot BPZ) is een organische verbinding met als brutoformule C18H20O2. 

## Synthese
Bisfenol Z kan bereid worden door reactie van fenol met cyclohexanon, onder invloed van een zure katalysator. De reactie zelf verloopt middels een elektrofiele aromatische substitutie.

## Toepassingen
Bisfenol Z wordt gebruikt bij de productie van polycarbonaten.